# Heinz Schulan

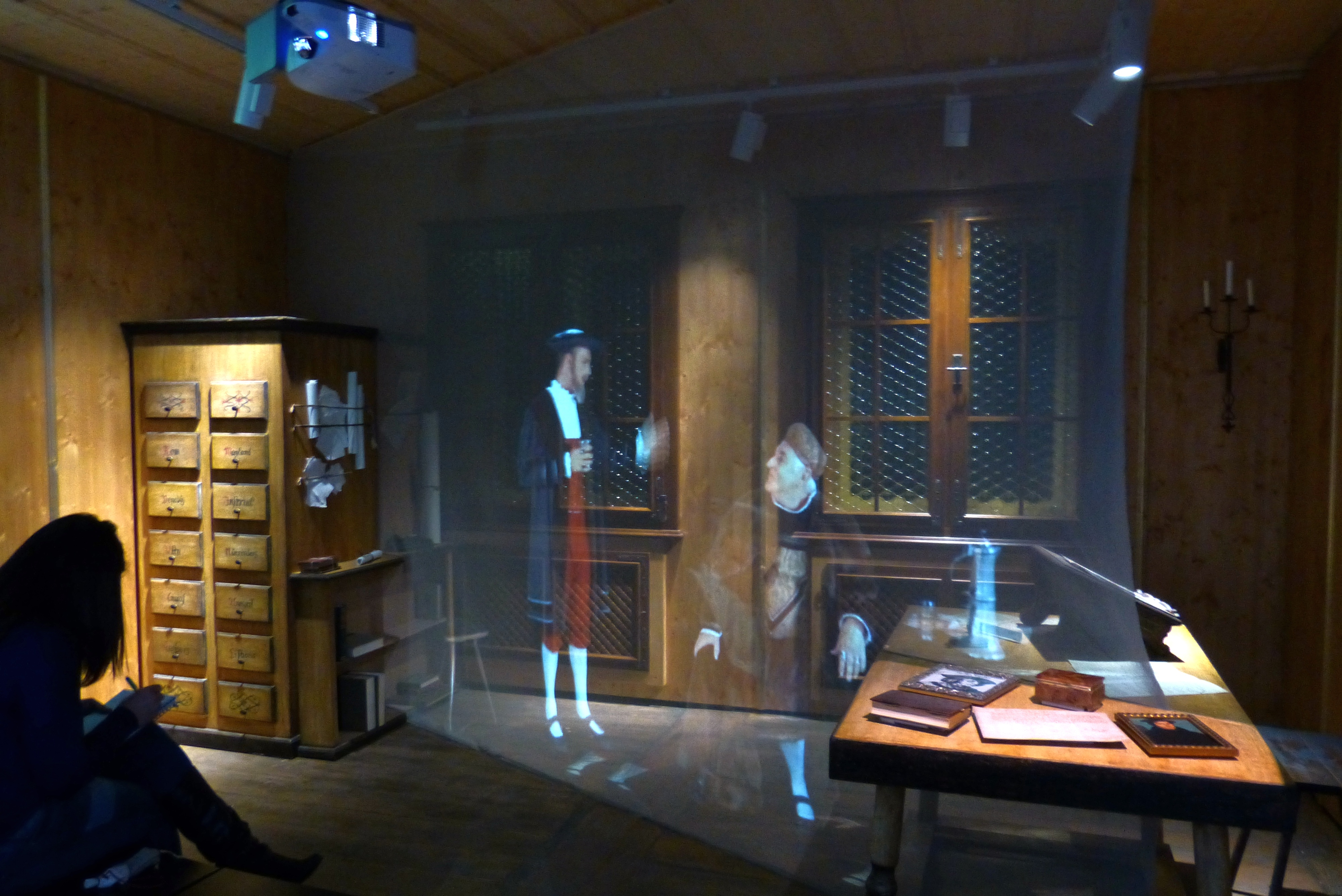
Heinz Schulan als Jakob Fugger im Fugger und Welser Erlebnismuseum (am Schreibtisch sitzend)

Heinz Schulan (* 1948 in Augsburg-Lechhausen) ist ein deutscher Theaterschauspieler und -regisseur sowie Autor, Kabarettist und Synchronsprecher.

## Leben
Nachdem Schulan eine Buchdruckerlehre bei der Augsburger Allgemeinen beendet hatte, ging er nach Berlin, um sich zum Schauspieler ausbilden zu lassen.
Danach wirkte er in Berlin, München (drei Jahre als Regisseur am Theater am Platzl), Meran und Augsburg.
In Augsburg spielte er als historischer Darsteller bereits Bertolt Brecht, Jakob Fugger, Elias Holl, Rudolf Diesel und Martin Luther. 
Er war 2014 am Sensemble Theater engagiert. Zudem gründete er die Kunstwerkstatt be8lich mit. 

## Theatrografie (Auswahl)
- 1988: Peter Steiners Theaterstadl Schach der Eva
- 2007–2014: Jakob Fugger Consulting[2]
- 2010/11: Familienglück! Champagner![3]
- 2014: Böser Bruder[4]
- 2024: Trumpelstilzchen: Ein Lehrstück zum tieferen Verständnis von Wahn und Macht in der Lechhauser Projektschmiede.[5]